# Friedrich Tiemann
Dietrich Friedrich-Wilhelm Tiemann (* 30. November 1899 in Stemshorn; † 4. September 1982 in Bonn) war ein deutscher Internist, Hochschullehrer und Nationalsozialist.

## Leben
Tiemann besuchte das Ratsgymnasium Osnabrück und unterbrach 1917 den Schulbesuch aufgrund seiner Teilnahme am Ersten Weltkrieg. Nach Kriegsende schloss er sich der Marine-Brigade Ehrhardt an, aus der später die Organisation Consul hervorging und beendete 1919 seine Schullaufbahn in Osnabrück mit dem Abitur. Danach absolvierte er bis 1924 ein Studium der Medizin an den Universitäten Freiburg, Kiel, Marburg und Göttingen. Während seiner Studienzeit gehörte er von 1920 bis 1922 dem S.V. Wingolf an und 1922/23 dem Marburger Studentenfreikorps. An der Universität Kiel wurde er 1926 zum Dr. med. promoviert sowie 1929 habilitiert. Als Privatdozent wirkte er in Kiel schließlich als Oberarzt und Klinikleiter. Seit März 1930 war er mit Ilse, geborene Riedel verheiratet.
Nach der Machtergreifung der Nationalsozialisten wurde er am 1. Mai 1933 Mitglied der NSDAP (Mitgliedsnummer 2.730.384) und im Oktober desselben Jahres der Sturmabteilung. Von der SA wechselte er Anfang Januar 1935 zur Schutzstaffel (SS-Nr. 259.442), bei der er 1937 den Rang eines Sanitätsobersturmführers erreichte. Ab 1935 gehörte er zudem der HJ und dem NS-Dozentenbund an. Des Weiteren trat er der NSV, dem NS-Ärztebund und dem DRK bei.
Gemeinsam mit seinem Lehrer Alfred Schittenhelm ging er 1934 an die Universität München, wo er unter diesem Oberarzt an der II. Medizinischen Klinik wurde. Seit 1936 wirkte er als außerordentlicher Professor in München. Anfang November 1938 folgte der Nationalsozialist Tiemann Max Bürger auf den Lehrstuhl für Innere Medizin an die Universität Bonn nach. Diese Berufung geschah ohne wesentliche Berücksichtigung der dortigen medizinischen Fakultät, sondern unterstützt von seinem Lehrer Schittenhelm mittels Ministerialberufung. Zudem wurde er Direktor der örtlichen Medizinischen Poliklinik. An der Medizinischen Fakultät war er 1940/41 Dekan.
Nach Kriegsende wurde Tiemann vom Hochschuldienst suspendiert und wurde in alliierte Internierung genommen. Schließlich wurde er nach einem Spruchkammerverfahren in Bonn 1948/49 entnazifiziert. Seinen Lebensunterhalt bestritt er als Arzt in der Inneren Abteilung des Krankenhauses Waldbröl. Parallel dazu betrieb er erfolgreich die Wiedereinsetzung auf seinen Bonner Lehrstuhl, auf den er schließlich trotz ehemaliger SS-Mitgliedschaft 1954 zurückkehren konnte. Bis zu seiner Emeritierung 1968 wirkte Tiemann danach in Bonn.